# 39 (tal)
39 (niogtredive eller niogtredve, på checks også tretini) er det naturlige tal som kommer efter 38 og efterfølges af 40.

## Inden for matematikken
- 39 er et ekstraordinært tal.
- 39 er et semiprimtal

## Inden for videnskab
- 39 Laetitia, asteroide
- M39, åben stjernehob i Svanen, Messiers katalog
- 39 er atomnummeret på grundstoffet Yttrium.

## Andet
- 39 er den internationale telefonkode for Italien.

## Eksterne links
- Wikimedia Commons har flere filer relateret til 39 (tal)